# Village olympique de Grenoble
Le village olympique de Grenoble, conçu par Maurice Novarina, fait partie du quartier de La Villeneuve à Grenoble.

## Historique

### Jeux olympiques d'hiver de 1968
Les Jeux olympiques d'hiver de 1968 ont trois villages olympiques.
Le principal est le quartier du même nom dans le sixième secteur de Grenoble. Entre 1954 et 1962, la ville a un des taux de croissance les plus élevés du pays et la construction du quartier soutient la modernisation urbaine et vise à limiter la pénurie de logements. Les travaux se déroulent du 1er avril 1966 jusqu'à novembre 1967.
Il est conçu par Maurice Novarina pour héberger environ 2000 personnes dans une résidence universitaire neuve, aux façades recouvertes essentiellement de bois. Celle-ci compte onze bâtiments de 4 étages comprenant 800 chambres individuelles ainsi que 280 chambres individuelles pour un foyer de jeunes travailleurs. Huit tours de 15 étages complètent ce quartier. Le complexe se divise en deux parties. D'un côté, on trouve le village olympique des athlètes et de leur personnel ; de l'autre, les services administratifs du comité d'organisation, les organismes partenaires et les services publics. Après les Jeux, le quartier devient résidentiel comme prévu et conserve le nom de Village olympique.

### Quartier Olympique

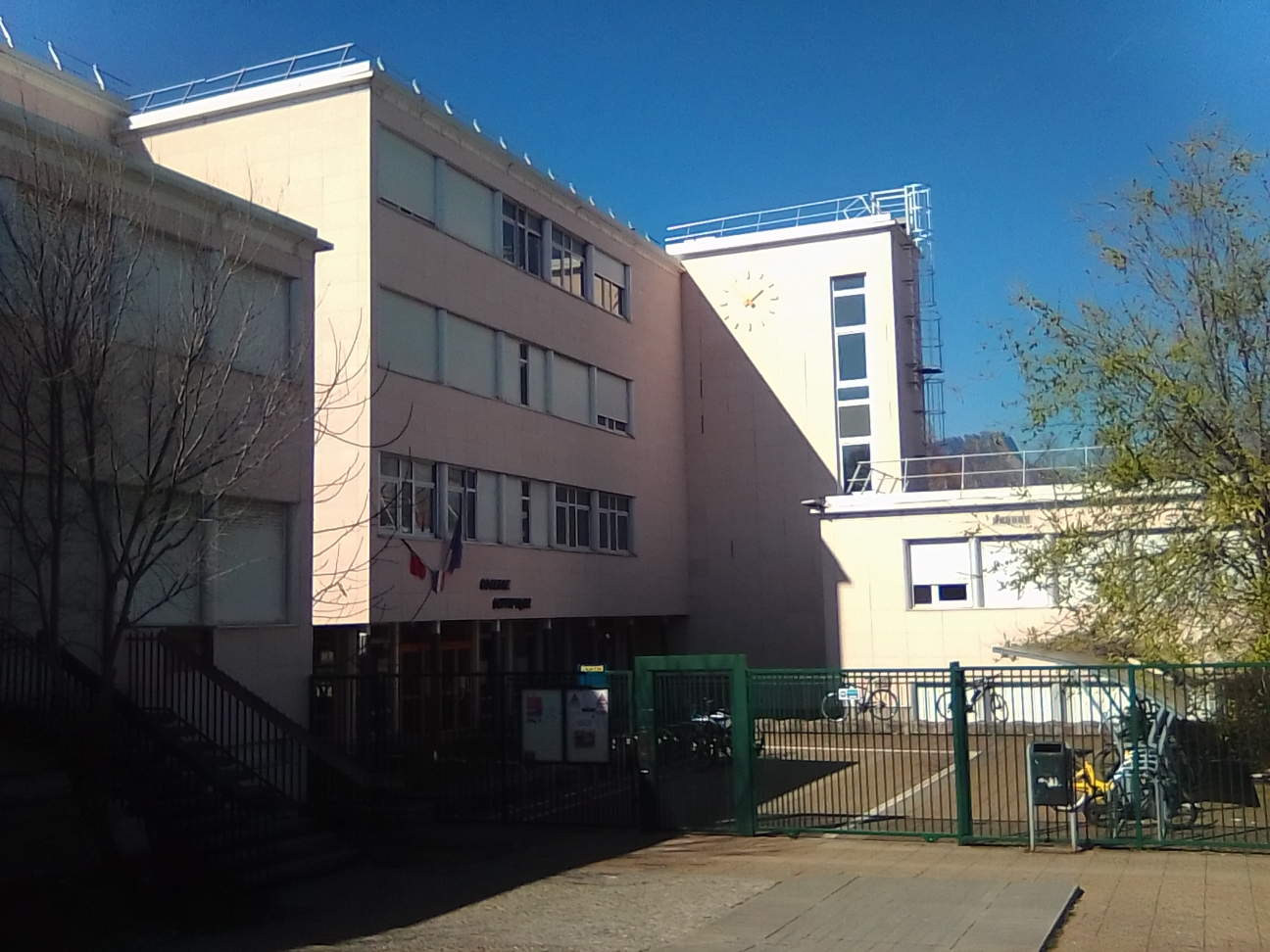
Le collège Olympique de Grenoble

Le quartier, en plein restructurations comte plusieurs établissements scolaires dont le groupe scolaire Christophe Turc, le groupe scolaires Le Verderet-Les Primevères et le collège olympique.

### Première phase d'urbanisation
Pour un article plus général, voir La Villeneuve (Grenoble).

## Insécurité
En 2025, le Village olympique est décrit comme « gangrené par la violence et les trafics »,. En février, une grenade explose dans un bar associatif. L'attaque fait 15 blessés dont six graves.